# Corbeilles
Corbeilles (cũng có tên Corbeilles-en-Gâtinais) là một xã trong tỉnh Loiret, vùng Centre-Val de Loire bắc trung bộ nước Pháp. Xã này nằm ở khu vực có độ cao từ 79-96 mét trên mực nước biển.